# Antti Satuli
Antti Johannes Satuli, född 8 oktober 1946, död 17 april 2003 i Enare, var en finländsk diplomat.
Satuli blev känd som en skicklig förhandlare som EU-ambassadör i Bryssel 1995–2001. Detta var en speciellt krävande post där det gällde att både skapa förståelse för Finlands intressen i den europeiska integrationsprocessen och hålla regering och riksdag underrättade om utvecklingen inom EU. EU-ambassaden i Bryssel växte snabbt till Finlands största beskickning, där olika sektorer inom handels-, industri-, finans- och försvarspolitik skulle samverka. Mediebevakningen var intensiv, och Satuli skulle finnas överallt som talesman och läromästare för oerfarna regeringsmedlemmar och nya tjänstemän. Samtidigt var han tvungen att hålla kanalerna öppna till EU-kommissionen och byråkratin i Bryssel.
Satuli blev tidigt förtrogen med den europeiska integrationsprocessen. Hans första utlandspost som ung diplomat var Bryssel 1973. Efter tjänstgöring som utrikessekreterare i Washington och Genève avancerade han snabbt inom utrikesministeriet, där han 2002 utnämndes till statssekreterare. Han inledde ett stort arbete med att reformera ministeriets verksamhet och strukturer på många nivåer.

## Utmärkelser
- Kommendörstecknet av Finlands Lejons orden,  6 december 1991[1]
- Kommendör med stjärna av Norska förtjänstorden,  1 juli 1993[2]
- Kommendörstecknet av I klass av Finlands Lejons orden,  6 december 1994[1]
- Kommendörstecknet av I klass av Finlands Vita Ros’ orden,  6 december 2002[1]
- Storofficer av Italienska republikens förtjänstorden[3]
- Storofficer av Luxemburgs förtjänstorden[3]
- Kommendör av Civiltjänstorden[3]

[Redigera Wikidata]